# سیارک ۲۷۸۴۵
سیارک ۲۷۸۴۵ (به انگلیسی: 27845 Josephmeyer، نامگذاری:1994TJ16) بیست و هفت هزار و هشتصد و چهل و پنجمین سیارک کشف شده‌است که در ۵ اکتبر ۱۹۹۴ کشف شد.